# Округ Чејмберс (Тексас)
Округ Чејмберс (енгл. Chambers County) је округ у америчкој савезној држави Тексас. По попису из 2010. године број становника је 35.096.

## Демографија
Према попису становништва из 2010. у округу је живело 35.096 становника, што је 9.065 (34,8%) становника више него 2000. године.
| Група             | 2000.          | 2010.          |
| Белци             | 20.210 (77,6%) | 24.767 (70,6%) |
| Афроамериканци    | 2.542 (9,8%)   | 2.872 (8,2%)   |
| Азијати           | 175 (0,7%)     | 339 (1,0%)     |
| Хиспаноамериканци | 2.810 (10,8%)  | 6.635 (18,9%)  |
| Укупно            | 26.031         | 35.096         |